# Musikjahr 1610
Liste der Musikjahre

◄◄ | ◄ | 1606 | 1607 | 1608 | 1609 | Musikjahr 1610 | 1611 | 1612 | 1613 | 1614 | ► | ►►

Weitere Ereignisse
Dieser Artikel behandelt das Musikjahr 1610.

## Ereignisse
- Giovanni Francesco Anerio wird in Verona zum Maestro di musica della Accademia Filarmonica der Stadt ernannt. Für die Accademia muss er für ein jährliches Entgelt von 30 Dukaten Madrigale und Poesien vertonen und an jedem Mittwoch die Musikveranstaltungen der Akademie leiten. Ende des Jahres ist er für kurze Zeit in Rom, um die Veröffentlichung einer Werkesammlung zu überwachen.
- Stefano Bernardi, der ab 1607 in Rom als Kapellmeister an der Kirche Santa Maria ai Monti wirkt, veröffentlicht 1610 seine ersten Werke.
- John Bull hat ab ca. 1610 enge Verbindungen zum Hofe Prinz Henrys, des englischen Thronfolgers. Er scheint aber nicht dessen offizieller Lehrer gewesen zu sein.
- Eustache du Caurroys Totenmesse (Missa Pro Defunctis) erklingt erstmals 1610 beim Begräbnis des ermordeten Königs Heinrich IV. und ist von da an 115 Jahre lang fester Bestandteil bourbonischer Trauerfeierlichkeiten.
- William Corkines erste Werkausgabe Ayres to Sing and Play to the Lute and Basse-Viollin erscheint 1610.
- John Dowland veröffentlicht mit n darknesse let mee dwell eines seiner bekanntesten Lautenlieder.
- Robert Jones erhält – zusammen mit Philip Rosseter, Philip Klingham und Ralph Reeve – im Jahr 1610 das Privileg zur Gründung und Leitung eines Theaters auf dem Grundstück seines Hauses in der Nähe von Puddle Wharf in dem Londoner Stadtteil Blackfriars. Diese Erlaubnis wird jedoch später widerrufen und das nahezu fertige Gebäude muss wieder abgerissen werden.
- Leonard Meldert stirbt am 8. April 1610 in Orvieto. Er hinterlässt sein Erbe seiner Frau Laura Mazzante und seinen Stiefsöhnen Alisandro und Luca Mazzante.
- Peter Philips, der nach dem Tod seiner Frau und seiner Kinder in den geistlichen Stand getreten ist und zum Priester geweiht wurde, erhält 1610 ein Kanonikat in Soignies.
- Francesco Rasi wird 1610 für den Mordversuch an seiner Stiefmutter und die Ermordung von deren Gutsverwalter zum Tode verurteilt. Unter dem Schutz der Familie Gonzaga kann er jedoch aus Mantua fliehen.
- Jan Pieterszoon Sweelinck unternimmt als Orgelsachverständiger etliche Reisen um Orgelneubauten abzunehmen: 1610 ist er deshalb in Rotterdam.

## Instrumental- und Vokalmusik (Auswahl)
- Adriano Banchieri – Vezzo di perle musicali, op. 23, Venedig: Ricciardo Amadino (Sammlung von Motetten)
- Bartolomeo Barbarino
  - drittes Buch der Madrigali di diversi autori für Sologesang mit Theorbe, Cembalo oder andere Instrumente, Venedig: Ricciardo Amadino (enthät einige Canzonettas)
  - erstes Buch der Motetten zu einer Stimmen, entweder Sopran oder Tenor, Venedig: Ricciardo Amadino
- Lodovico Bellanda – zweites Buch der Le musiche ... per cantarsi sopra theorba, arpicordo, & altri stromenti zu einer und zwei Stimmen, Venedig: Giacomo Vincenti
- Girolamo Belli – Psalmen zu fünf Stimmen und Basso continuo, op. 20, Venedig: Ricciardo Amadino (enthält zwei Magnificats und Marienlitaneien)
- Stefano Bernardi – Motecta zu zwei bis fünf Stimmen, Rom

- Joachim a Burck

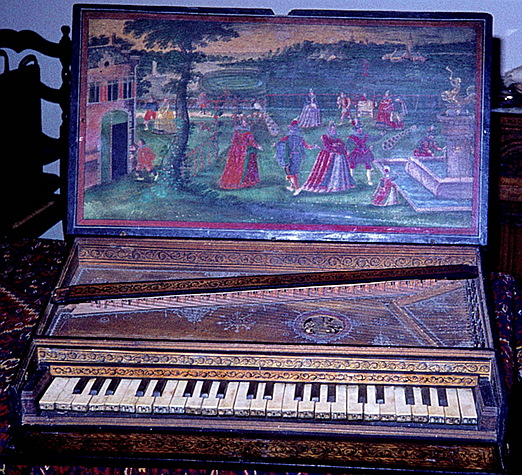
Virginal von Hans Ruckers, 1610

  - Zwey Epithalamia, zu Glückwünschung zur Hochzeit, Erfurt: Martin Wittel
  - Drey christliche Brautlieder, Jena: Johann Weidner
- Jean de Castro
  - Sonets, chansons zu zwei Stimmen, Teil 1, Antwerpen
  - Chansons, sonets, stanses et epigrammes zu zwei Stimmen, Teil 2, Antwerpen
- Antonio Cifra – Vespern und Motetten zu acht Stimmen, op. 9, Rom: Bartolomeo Zannetti
- Giovanni Paolo Cima
  - Concerti ecclesiastici, Mailand: Simon Tini & Filippo Lomazzo
  - Sonata a 3 per violino, cornetto, e violone
- William Corkine – Ayres, to sing and play to the lute and basse violl, London: W. Stansby für John Browne
- Giovanni Croce – neun Klagelieder für die Karwoche zu vier Stimmen, Venedig: Giacomo Vincenti (postum veröffentlicht)
- Christoph Demantius – Corona harmonica zu sechs Stimmen oder Instrumenten, Leipzig: Abraham Lamberg (enthält Vertonungen einer Auswahl aus den Evangelien für das ganze Jahr)
- Eustache Du Caurroy
  - Meslanges de la musique, Paris: Pierre Ballard (eine posthum veröffentlichte Sammlung von Psalmvertonungen)
  - Fantasies zu drei bis sechs Stimmen, Paris: Pierre Ballard (postum veröffentlicht)
- Michael East – The Third Set Of Bookes ... to 5. and 6. parts: Apt both for Viols and Voyces
- Johannes Eccard – Epithalamion in honorem nuptiarum Thomae Hoikendorphii & Elisabethae Foltelij compositum, Königsberg: Georg Osterberger (Hochzeitslied)
- Melchior Franck
  - Musikalische Fröligkeit von etlichen Neuen lustigen Deutschen Gesängen, Täntzen, Galliarden und Concerten zu vier, fünf, sechs und acht Stimmen, Coburg: Justus Hauck
  - Flores musicales zu vier, fünf, sechs und acht Stimmen, Nürnberg: David Kauffmann
  - Gratulationes musicae zu drei, vier und fünf Stimmen, Coburg: Justus Hauck (Geburtstagslied)

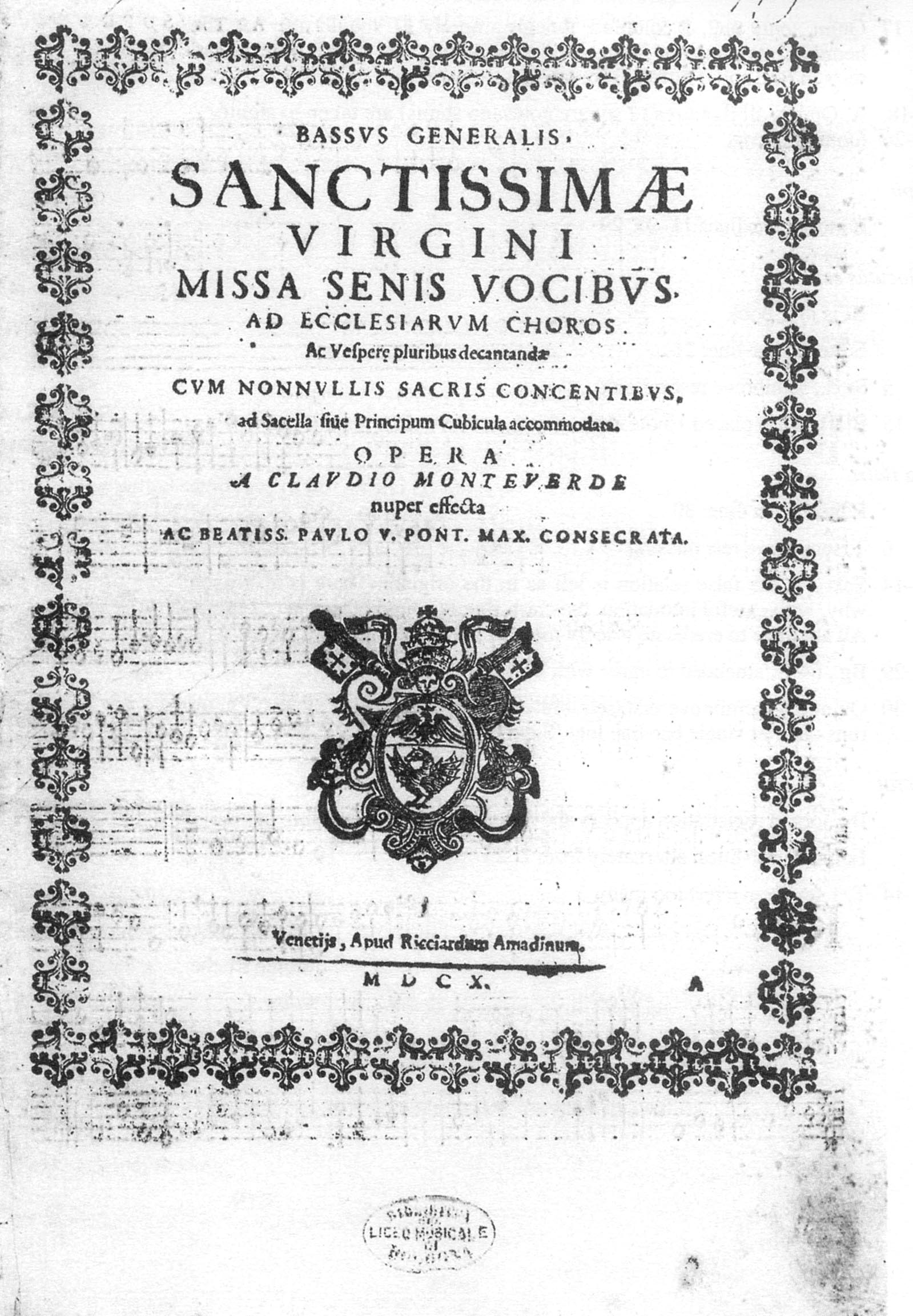
Claudio Monteverdi – Bassus Generalis – Titelseite, 1610

- Bartholomäus Gesius – Cantiones sacrae chorales zu vier, fünf und sechs Stimmen, Frankfurt an der Oder: Friedrich Hartmann
- Cesario Gussago – Psalmi ad vesperas solemnitatum totius anni zu acht Stimmen, Venedig: Ricciardo Amadino
- Andreas Hakenberger – Neue Deutsche Gesänge zu fünf Stimmen, Danzig: Andreas Hünefeld (Sammlung von Madrigalen)
- Sigismondo d’India
  - Novi concentus ecclesiastici zu zwei und drei Stimmen, Venedig: Angelo Gardano (Sammlung geistlicher Lieder)
  - Liber secundus sacrorum concentuum 3-4 voci, Venedig: Angelo Gardano
- Robert Jones – The Muses Gardin for Delights, Or the Fifth Book of Ayres, 21 Ayres für eine Singstimme, Laute und Bassviole, London
- Giovanni Girolamo Kapsberger – erstes Buch der villanelle zu einer, zwei und drei Stimmen mit Begleitung, Rom
- Orlande de Lassus – Posthume Messen, München: Nicolaus Heinrich
- Claude Le Jeune – Troisieme Livre des pseaumes de David zu drei Stimmen, Paris: Pierre Ballard (posthum veröffentlicht)
- Giovanni de Macque – Il terzo libro de madrigali a quattro voci, Neapel: Giovanni Battista Gargano & Lucrezio Nucci
- Luca Marenzio – Madrigali spirituali für 6 Stimmen, Rom 1584, erweitert Nürnberg 1610
- Simone Molinaro – Fatiche spirituali zu sechs Stimmen, Bücher 1 & 2, Venedig: Ricciardo Amadino
- Claudio Monteverdi – Vespro della Beata Vergine, Venedig: Ricciardo Amadino
- Giovanni Bernardino Nanino – Motetten zu zwei, drei und vier Stimmen, Rom: Giovanni Battista Robletti
- Germano Pallavicino – Il secondo libro delle fantasie, over ricercare a quattro voci..., Venedig: Ricciardo Amadino
- Enrico Antonio Radesca – viertes Buch der Canzonettas, Madrigale und Arie alla romana zu zwei und drei Stimmen, Venedig: Giacomo Vincenti
- Georg Patermann – Harmonia zu zehn Stimmen (zum Gedenken an die Hochzeit von Peter Fuess und Wendula Linsing)
- Francesco Rasi – Madrigali di diversi Autori posti in musica dal S. Francesco Rasi, Florenz: Marescotti
- Jakob Regnart – 2 Werke, in: Odae suavissimae zu fünf bis sechs Stimmen, ohne Ortsangabe und Jahreszahl
- Thomas Simpson – 23 fünfstimmige Tänze, in: Opusculum Neuwer Paduanen, Frankfurt
- Cornelis Verdonck – 1 Madrigal, in: Novi frutti musicali madrigali zu fünf Stimmen, Antwerpen
- Lodovico Grossi da Viadana – Sinfonie musicali a otto Voci, op. 18, Venedig
- Caspar Vincentius – Ui nil est zu sechs Stimmen, in: Odae suavissimae, herausgegeben von Ph. Schoendorff, ohne Ortsangabe
- Sebastián de Vivanco – Libro de motetes
- Melchior Vulpius – Cantiones sacrae selectissimae

## Musiktheater
- Giordano Giacobbi – L’Andromeda[1]

## Geboren

### Geburtsdatum gesichert
- 28. Juli (getauft): Leonora Duarte, niederländisch-belgische Komponistin († um 1678)
- 18. November: Conrad Seiser, österreichischer Glockengießer († 1654)
- 09. Dezember: Baldassare Ferri, italienischer Opernsänger († 1680)

### Genaues Geburtsdatum unbekannt
- Ernst Abel, deutscher Cembalist, Bratschist und Hofmusiker († 1680)
- Henry Du Mont, French composer († 1684)

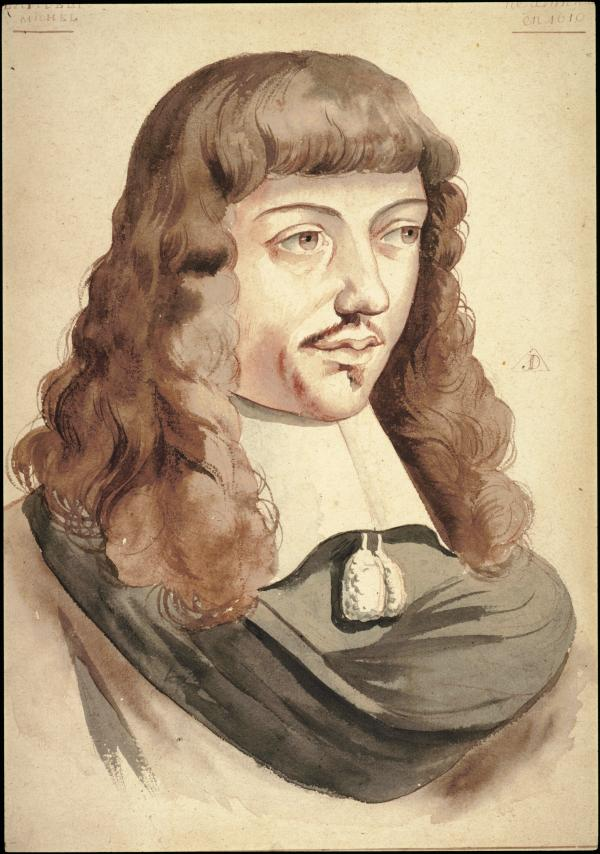
Michel Lambert

- Michel Lambert, französischer Sänger und Komponist († 1696)

### Geboren um 1610
- Johann Bahr, deutscher Organist und Komponist († 1670)
- Gasparo Casati, italienischer Komponist und Kirchenkapellmeister († 1641)
- Francesco della Porta, italienischer Organist und Komponist († 1666)
- Antonio Francesco Tenaglia, italienischer Lautenist, Cembalist und Komponist († 1672)

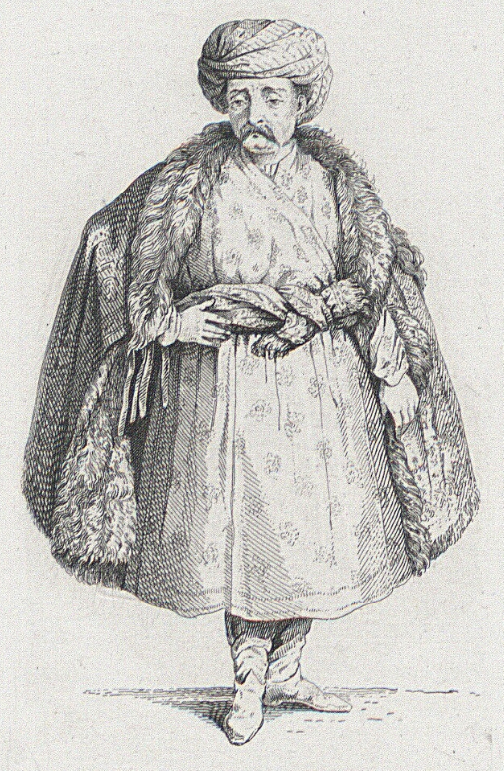
Ali Ufki

- Ali Ufki, osmanischer Komponist polnischer Herkunft († 1675)

## Gestorben

### Todesdatum gesichert
- 08. April: Leonard Meldert, franko-flämischer Komponist, Organist und Kapellmeister (* um 1535)
- April oder Mai: Hans Christensen Sthen, dänischer lutherischer Pfarrer, Erbauungsschriftsteller und Kirchenlieddichter (* 1544)
- 02. Mai: Paolo Virchi, italienischer Komponist und Organist (* 1551)
- 24. Mai: Joachim a Burck, deutscher Komponist (* 1546)

### Genaues Todesdatum unbekannt
- Zhu Zaiyu, Prinz der chinesischen Ming-Dynastie, Mathematiker und Musikwissenschaftler (* 1536)

### Gestorben um 1610
- Izumo no Okuni, japanische Tänzerin und Sängerin (* um 1572)
- Thomas Robinson, englischer Komponist und Musiklehrer (* um 1560)

### Gestorben nach 1610
- Tomasz Szadek, polnischer Sänger und Komponist (* um 1550)